# Ngari
Ngari, också känt som Ali, är en prefektur i den autonoma regionen Tibet i Folkrepubliken Kina.
Prefekturen är det mest glesbefolkade området i Kina och ett av de mest svårtillgängliga. Det heliga berget Kailash och sjön Manasarovar är belägna i prefekturen.

## Administrativ indelning
Prefekturen består av sju härader och omfattar det omstridda området Aksai Chin, vilket Indien gör anspråk på. De omstridda områdena är markerade med grått på kartan nedan.
| Karta | Karta    | Karta  | Karta        | Karta      | Karta             | Karta                  | Karta       | Karta                    |
| ----- | -------- | ------ | ------------ | ---------- | ----------------- | ---------------------- | ----------- | ------------------------ |
|       |          |        |              |            |                   |                        |             |                          |
| Nr    | Namn     | Hanzi  | Hanyu Pinyin | Tibetanska | Wylie             | Befolkning (2003 est.) | Areal (km²) | Befolkningstäthet (/km²) |
| 1     | Gar      | 噶尔县 | Gá'ěr xiàn   | སྒར་རྫོང་     | sgar rdzong       | 10 000                 | 13 179      | 1                        |
| 2     | Burang   | 普兰县 | Pǔlán xiàn   | སྤུ་ཧྲེང་རྫོང་   | spu hreng rdzong  | 10 000                 | 24 602      | 0                        |
| 3     | Tsada    | 札达县 | Zhádá xiàn   | རྩ་མདའ་རྫོང་  | rtsa mda' rdzong  | 10 000                 | 18 083      | 1                        |
| 4     | Ruthog   | 日土县 | Rìtǔ xiàn    | རུ་ཐོག་རྫོང་   | ru thog rdzong    | 10 000                 | 77 096      | 0                        |
| 5     | Gegye    | 革吉县 | Géjí xiàn    | དགེ་རྒྱས་རྫོང་  | dge rgyas rdzong  | 10 000                 | 46 117      | 0                        |
| 6     | Gertse   | 改则县 | Gǎizé xiàn   | སྒེར་རྩེ་རྫོང་   | sger rtse rdzong  | 20 000                 | 135 025     | 0                        |
| 7     | Tshochen | 措勤县 | Cuòqín xiàn  | མཚོ་ཆེན་རྫོང་  | mtsho chen rdzong | 10 000                 | 22 980      | 0                        |